# Хромон
Хромо́н (или бензо-4-пиро́н) — гетероциклическое органическое соединение, производное бензопирана с кето-группой в положении 4 пиранового кольца. Хромон является основой структуры флавоноидов; кроме того, производные хромона, не являющиеся флавоноидами, распространены в растительном и бактериальном мирах. Хромон считается перспективным структурным блоком для поиска новых фармацевтических субстанций.

## Исторические сведения
Название «хромон» было впервые использовано М. Блохом и С. Костанецким для описания окрашенных природных соединений, содержащих в структуре бензопиран-4-оновый фрагмент.
Незамещенный хромон был впервые получен С. Руэманном и Х. Стэплтоном в 1900 году пиролизом 2-хромонкарбоновой кислоты, полученной, в свою очередь, ими же из феноксифумаровой кислоты.

## Физические свойства
В УФ спектре хромона наблюдаются максимумы поглощения при 245 (ɛ=10000) и 297 (ɛ=6460) нм, в ИК-спектрах хромона валентным колебаниям карбонильной группы соответствует полоса поглощения 1660 см−1.
Большинство хромонов флуоресцируют в УФ-свете желтым или желто-зеленым цветом. Интенсивность флуоресценции усиливается под воздействием паров аммиака или после обработки спиртовыми растворами щелочей. В отличие от кумаринов, хромоны усиливают флуоресценцию в УФ-свете после обработки серной кислотой.
В спектрах ЯМР 1H и 13С хромона в дейтерохлороформе наблюдаются следующие сигналы (в миллионных долях):
В масс-спектре хромона, помимо молекулярного иона М+. с m/z 146, наблюдаются пики продуктов фрагментации, сопровождающейся выбросом молекулы ацетилена, а затем двух молекул СО в соответствии со схемой:

## Методы синтеза
Удобный метод получения хромона основан на реакции о-гидроксиацетофенона с диметилацеталем диметилформамида в кипящем ксилоле с одновременной отгонкой образующегося метанола. Получающийся енаминокетон под действием водного раствора серной кислоты при 100°С циклизуется в хромон.
Исторически, для получения 2- и 3-замещенных хромонов также широко распространены методы синтеза путем конденсаций с использованием производных о-гидроксиацетофенона, но к настоящему времени известно и множество других подходов к их синтезу. Большое значение сохраняют реакция Костанецкого и перегруппировка Бейкера-Венкатарамана

## Химические свойства

### Кислотно-основные свойства
С сильными кислотами (например, хлорной) хромон образует соли пирилия (хромилия) лимонно-желтого цвета:

### Фотохимические реакции
При облучении УФ светом бензольного раствора хромона он димеризуется, образуя продукт типа «голова-к-хвосту»:

### Взаимодействие с нуклеофилами
Хромон довольно легко вступает в реакции со многими нуклеофилами. Эти реакции чаще всего протекают по положению С(2) и сопровождаются раскрытием пиронового кольца. Так, холодный раствор гидроксида натрия обратимо превращает хромоны в соли соответствующих ациклических производных фенола в результате атаки по положению С(2). Продукты реакций с концентрированными щелочами обычно окрашены в пурпурно-красный цвет.
В более жестких условиях наблюдается разрушение 1,3-дикарбонильного бокового фрагмента такого производного фенола (превращение, обратное конденсации Клайзена).
Взаимодействие с бинуклеофилами, например, гидразином, протекает через атаку по положению С(2), дециклизацию, и вторичную атаку по С(4) с формированием 5-замещенного пиразола:

### Взаимодействие с электрофилами
Хромон труднее вступает в реакции с реагентами электрофильной природы, и они почти всегда проходят, не затрагивая пироновый фрагмент. 
Нитрование хромона дымящей азотной кислотой в присутствии концентрированной серной кислоты приводит с хорошим выходом к 6-нитрохромону.
Бромирование дибромизоциануровой кислотой идёт уже при комнатной температуре и также приводит к 6-замещённому производному.

### Прочие реакции
Реакцией хромона с тионилхлоридом может быть получен продукт замещения кислорода кето-группы.
Взаимодействие с сульфурилхлоридом приводит к продукту присоединения хлора по двойной связи пиронового кольца, 2,3-дихлорхроманону.

### Отличия от кумаринов и флавоноидов
Производные хромона от производных кумарина отличают при помощи  реакции азосочетания, например с диазотированной сульфаниловой кислотой. Хотя хромоны в фильтрованном ультрафиолетовом свете характеризуются сходной с некоторыми кумаринами флуоресценцией, с диазореагентами они образуют в растворах светло-желтое окрашивание, а на бумаге этой реакции вообще не обнаруживается, в то время как продукты взаимодействия кумаринов с солями диазония имеют устойчивую окраску, которая, в зависимости от строения кумарина и диазореагента, может меняться от оранжевой до красной.
В отличие от флавоноидов, хромоны не дают окраски со смесью борной и лимонной кислот.

### Специфическая качественная реакция
При взаимодействии с 0,1 % водным раствором уранилацетата хромоны, в зависимости от структуры, образуют окрашенные растворы (оранжевые, красные, фиолетовые) или желтый осадок.

## Производные хромона в природе и фармакологии
Замещенные хромоны широко распространены в природе. В течение суток с растительными продуктами человек потребляет около 140—190 мг различных производных хромона, главным образом, флавоноидов. Многие флавоноиды, а также производные хромона, выделенные из растений и низших грибов, обладают противоопухолевой, фунгицидной, антиоксидантной, Р-витаминной и др. видами биологической активностьи. Синтетические производные хромона также используются в качестве фармпрепаратов.
- Келлин[англ.] и Виснагин[англ.] — представители фурохромонов, содержащиеся в плодах, листьях, корнях и стеблях Ammi visnaga. Келлин используется как спазмолитическое и седативное средство при стенокардии и бронхиальной астме. Виснагин обладает вазодилаторной активностью и применяется в народной медицине для профилактики образования почечных камней.[18]
- Кверцетин, витаминный препарат группы Р, антиоксидант.
- Рутин, гликозид кверцетина (кверцетин-3-О-рутинозид), входит в состав препарата «Аскорутин».
- Интал (натриевая соль кромоглициевой кислоты) — противоаллергическое и противоастматическое средство для профилактики и лечения бронхиальной астмы, аллергического ринита и конъюнктивита.[19]
- Недокромил[англ.] натрия — противоастматическое средство.
- Эукрифин — гликозид, выделенный из коры Eucryphia cordifolia.[20]
- Амлексанокс[англ.] — противовоспалительное средство, применяющееся для лечения афтозного стоматита.